# Anathème
Pour l’article ayant un titre homophone, voir Anatèm.
Un anathème est une malédiction religieuse, ou dans le langage courant, une vive réprobation. Cette réprobation peut concerner une mise à l'index, une personne ou une idée. Ce mot est notamment utilisé en religion et en rhétorique dans des expressions telles que « lancer un anathème » et « frapper d'anathème ».
L'origine de ce mot est religieuse et selon les époques désigne une offrande ou un sacrifice, comme chez les Grecs et les Romains. Dans le Christianisme, il signifie généralement une sentence de malédiction à l'égard d'une doctrine ou d'une personne, spécialement dans le cadre d'une hérésie.

## Étymologie
Le mot vient du mot grec ancien ανάθημα / anáthēma, littéralement « suspendu » – de ανά / aná, « de bas en haut » et de τίθημι / títhēmi, « placer », « poser » : « offrande religieuse », puis « voué aux Enfers ».

## Significations

### Chez les Grecs et les Romains
Chez les Grecs et les Romains, l'anathème désigne soit :
- une offrande religieuse, particulièrement une offrande suspendue aux colonnes d'un temple en remerciement d'une grâce divine. Le mot est parfois employé dans le même sens dans la Bible ;
- un sacrifice (objet inanimé ou animal) à une divinité, en guise d'expiation : « Le mot anathème signifiait de même tout à la fois ce qui est offert [au dieu] à titre de don, et ce qui est livré à sa vengeance »[1].

### Dans le judaïsme
Dans la Septante, le mot anathème prend une signification proche de celle du mot « tabou » : ce qu'il ne faut pas toucher, ce qui est maudit par la divinité. Le mot grec se rencontre dans ce sens dans la Torah, par exemple (Dt 7:26) à la suite de l'interdiction de prendre chez soi les idoles, l'or et l'argent de l'ennemi :

« afin que tu n'introduises pas l'abomination dans ta maison, et que tu ne sois pas anathème comme elle : tu l'auras en extrême horreur et en extrême abomination ; car c'est un anathème. »

Aussi bien que les choses, un peuple peut être frappé d'anathème. C'est le cas, toujours dans la Torah, des peuples de la Terre promise (Dt 7:2) :

« Quand l'Éternel, ton Dieu, t'aura introduit dans le pays où tu entres pour le posséder, et qu'il aura chassé de devant toi des nations nombreuses […] et que l'Éternel, ton Dieu, les aura livrées devant toi, et que tu les auras frappées, tu les détruiras entièrement comme un anathème. »

Le livre de Josué en cite de nombreux exemples. Après la prise de Jéricho, « ils vouèrent à l'interdit, en les passant au fil de l'épée, tout ce qui s'y trouvait, hommes et femmes, enfants et vieillards, jusqu'aux bœufs, aux moutons et aux ânes […]. On brûla la ville et tout ce qu'elle contenait, hormis l'argent et l'or, et tous les objets de bronze et de fer, qu'on versa dans le trésor de la maison du Seigneur. […]. Alors Josué prononça ce serment : Maudit soit devant le Seigneur quiconque tentera de rebâtir cette ville de Jéricho ! » (Jos 6:21-24). Les Juifs qui violent l'interdit en cachant du butin sont lapidés. Puis c'est le tour des gens d'Aï, de Makéda, Libna, Lakish, Eglon (en), Debir (sv), etc. Josué conquit tout le pays, vouant à l'interdit tout ce qui respirait, selon l'ordre du Seigneur, Dieu d'Israël (Jos 10:40).
L'exclusion d'un « hérétique » n'est pas connue dans le judaïsme d'avant Yabnah. On connaît cependant des sanctions temporaires d'éloignement d'une école rabbinique qui sont nommées herem. Elles s'exercent à l'endroit des minim et des Am Ha Aretz vers le Ier et le IIe siècle de l'ère commune. Ceux à l'encontre desquels elles s'exercent ne sont pas considérés comme déviants d'une orthodoxie mais comme « sectaires », c'est-à-dire fauteurs de division.
Au contraire, au XVIIe siècle, l'excommunication de Baruch Spinoza, dans sa communauté d'Amsterdam revêt tous les atours et conséquences de l'excommunication telle que les catholiques l'envisagent à pareille époque.

### Dans les Églises chrétiennes

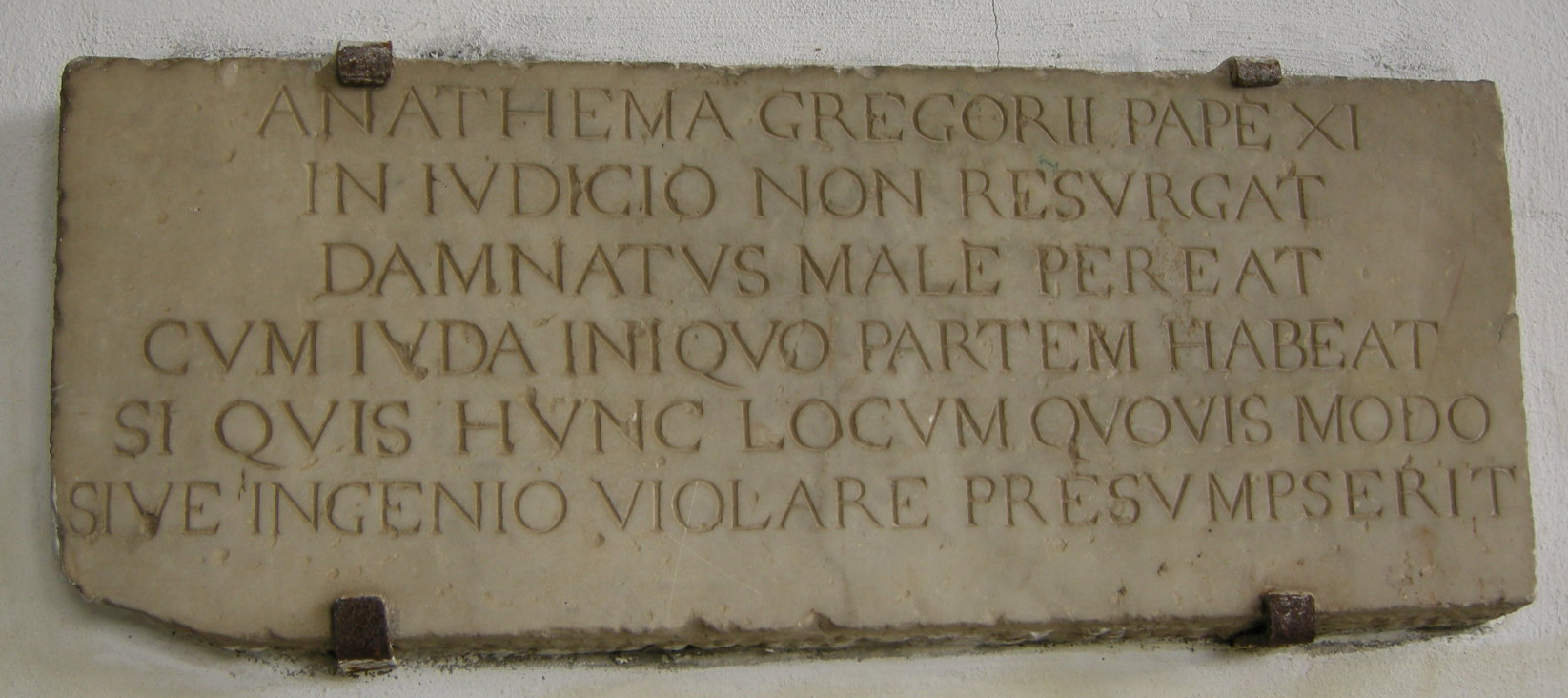
Anathème du pape Grégoire XI.

Dans le Nouveau Testament, l'anathème devient une sentence de malédiction à l'égard d'une doctrine ou d'une personne, spécialement dans le cadre d'une hérésie. L'anathème est alors retranché de la communauté des fidèles. Ainsi, dans l'épître aux Galates (Ga 1:8), Paul déclare :

« Mais, quand nous-mêmes, quand un ange du ciel annoncerait un autre Évangile que celui que nous vous avons prêché, qu'il soit anathème ! »

La formule « Si quelqu'un dit… qu'il soit anathème » est employée pour la définition d'un dogme par les conciles. Voir en particulier le Concile de Trente et celui de Braga.
Chez les catholiques et les orthodoxes, l'anathème se traduit par l'excommunication dite « majeure », c'est-à-dire avec plus de force et de cérémonie que les autres types d'excommunication. Cependant les excommunications pour les faits les plus graves sont automatiques, dites latæ sententiæ.

## Par extension
C'est ainsi que par extension et dans un sens plus faible, l'anathème est la réprobation vigoureuse d'une personne ou d'une opinion. Ainsi, « être montré du doigt, c'est le diminutif de l'anathème » ou la simple exclusion d'un individu par un groupe : « Anathème sur tout ce qui ne vit pas de la pensée ! ».

## Usage contemporain
On retrouve aujourd'hui le terme « anathème » dans de nombreuses chansons et romans francophones.
Dans Au marché des amandiers du groupe Archimède

« Et quand tu seras lassé, de lancer des anathèmes sur nos printemps casaniers »

Dans Les Jours électriques, Jenifer dit qu'il n'y a

« aucun anathème »

Dans sa chanson Vivre, Hélène Ségara souhaite être

« Libre
De choisir sa vie
Sans un anathème
Sans un interdit »

Pour Mylène Farmer, dans L'amour naissant

« L'anathème est lourd, les serments brûlants »

Dans son titre On se retrouvera, Francis Lalanne implore

« Pense à moi comme je t'aime et tu me délivreras
Tu briseras l'anathème qui me tient loin de tes bras »

Avec Ta chanson, Jean-François Breau, artiste canadien, souhaite

« Tout te dire sans anathème
Et faire de cette chanson la tienne »

Dans La Mémoire et la mer, Léo Ferré déclare :

« Cette rumeur me suit longtemps, comme un mendiant sous l'anathème »

La Ruda et Dark Sanctuary, deux groupes français, sont tous deux auteurs d'une chanson titrée Anathème.